# جک لودن (بازیگر آمریکایی)
جک بنسون لودن (به انگلیسی: Jacob Benson Luden) بازیگر اهل ایالات متحده آمریکا بود.
از فیلم‌هایی که وی در آن‌ها نقش داشته‌است، می‌توان به عقاب‌های جوان، گناهان پدران و شرکای جرم اشاره نمود.